# 莫利安
莫利安（法語：Moliens，法語發音：[mɔljɛ̃]）是法国瓦兹省的一个市镇，属于博韦区。

## 地理
莫利安（49°39'59"N, 1°48'35"E）面积9.39 平方千米，位于法国上法蘭西大區瓦兹省，该省份为法国北部内陆省份，北起索姆省，西接厄尔省和滨海塞纳省，南至塞纳-马恩省和瓦兹河谷省，东临埃纳省。
与莫利安接壤的市镇（或旧市镇、城区）包括：罗梅斯康普、布拉尔日、布罗基耶、蒙索拉拜、圣阿尔努、圣蒂博、萨尔屈、阿邦库尔。

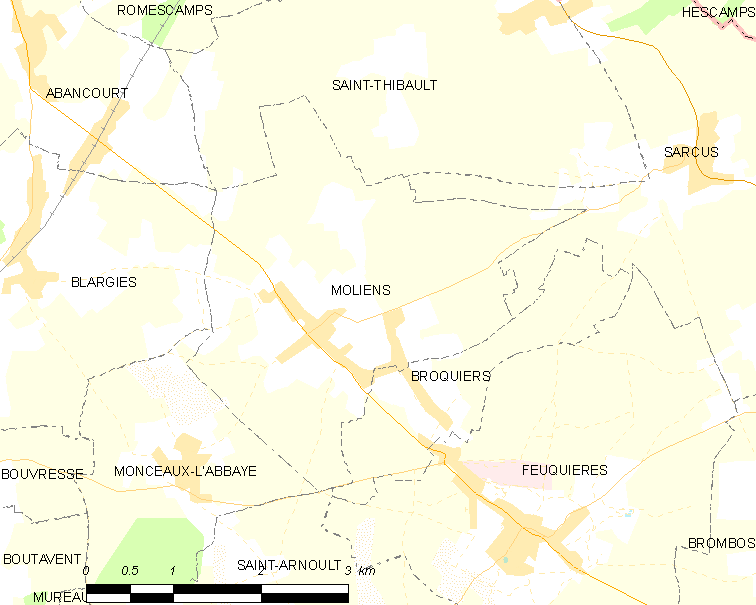
莫利安的OSM定位图

莫利安的时区为UTC+01:00、UTC+02:00（夏令时）。

## 行政
莫利安的邮政编码为60220，INSEE市镇编码为60405。

## 政治
莫利安所属的省级选区为格朗维利耶县。

## 人口

1962-2008年间莫利安人口变化图示

莫利安于2022年1月1日时的人口数量为1126人。